# 仁木悦子
仁木 悦子（にき えつこ、1928年3月7日 - 1986年11月23日）は、日本の小説家。東京府生まれ。本名は二日市 三重子（戸籍名は二日市 三重）。旧姓名の大井 三重子名義で童話も残している。
幼児時に胸椎カリエスを発病し、歩行不能になる。児童文学を書くが、1957年に推理小説『猫は知っていた』で江戸川乱歩賞を受賞する。明快で爽やかな作風で、戦後女流推理作家の先駆けとなった。1981年には「赤い猫」で日本推理作家協会賞を受賞した。夫は歌人、翻訳家の後藤安彦。

## 経歴
1928年3月7日、東京府豊多摩郡渋谷町宮代町（現・東京都渋谷区広尾）の日本赤十字社産院（現・日本赤十字社医療センター）で生まれた。父は大井光高、母は福子といい、四女であった。三女が夭折していたので、三重子と名づけられた。幼時から病気がちで、4歳のときに胸椎カリエスを発病し、発見が遅れたために両足が麻痺し、歩行不能になる。それ以来寝たきりの生活となった。学校へは行かず、独力で学んだ。
1935年に父が死亡、母とともに神戸のサナトリウムに入る。翌年退院し上京する。終戦までに兄が戦死、母も死去する。戦後は次兄の家族と住み、このころから童話を書き始める。1954年、『こどもクラブ』に本名で「白い雲、黒い雲」が懸賞入選する。その後しばしば童話懸賞に投じ、日本児童文学者協会会員にもなった。童話の中の一作に「めもあある美術館」があり、多年、小学校の国語教科書に教材として掲載されていた。
やがて姉の影響でハヤカワ・ミステリなどの推理小説を読み、自らも長編「猫は知っていた」を書いた。河出書房新社が『探偵小説名作全集』の別巻として公募した推理小説コンクールに応募したが、入選発表を前に河出書房の経営が行き詰まり、刊行中止になった。そこで江戸川乱歩の勧めにより、公募制に変更された第3回江戸川乱歩賞に回され、受賞した。このとき選考委員であった乱歩の選評から、「日本のクリスティー」と呼ばれるようになった。作者の境遇が世間の注目を集め、推理小説ブームの一角を担った。
1958年に、5回の手術を受け、車椅子での生活が可能となった。1961年に女流推理小説作家の会「霧の会」を結成、翌年には歌人で翻訳家の後藤安彦（本名、二日市安）と結婚した。身体障害者センターやペット条例に関する問題に対しても積極的な活動をした。また、自身も戦争で兄を亡くしていることから、戦争で兄を失った妹の会「かがり火の会」を1971年11月に結成。仁木の投稿が『朝日新聞』の投稿欄「ひととき」に掲載されたことがきっかけとなった。会誌が47号まで刊行され、文集『妹たちのかがり火』が第4集まで刊行された。「かがり火の会」は2007年3月末に閉じた。
1981年、「赤い猫」で日本推理作家協会賞短編部門を受賞した。1986年11月23日、腎不全のため死去した。58歳没。

## 作家評
仁木悦子はもともと児童文学から推理小説を書き始めた作家である。そのため作風は明るく、しばしば「日本のクリスティー」と呼ばれた。
その代表的な作品が、仁木雄太郎・悦子兄妹を主人公とした作品である。この二人は学生で、舞台も平凡な日常において発生するため、一般に親しみやすいシリーズ作品となった。江戸川乱歩賞受賞作の『猫は知っていた』に初登場。同作はベストセラーとなり、推理小説ブームの一翼を担った。作者と同じ名前の仁木悦子は、のちの作品で結婚し、浅田悦子と姓が変わっている。後期の短編では悦子が主婦探偵として活躍し、雄太郎はほとんど登場しない。
一方で仁木悦子は、クリスティーよりもハードボイルドを好んでおり、私立探偵・三影潤というキャラクターを生み出している。『冷えきった街』はその三影が登場する唯一の長編である。

## 主な作品

### 長編
- 仁木兄妹シリーズ
  - 猫は知っていた（1957年11月、大日本雄弁会講談社）
  - 林の中の家（1959年1月 - 6月、『宝石』/1959年9月、講談社）
  - 刺のある樹（1961年2月 - 7月、『宝石』/1961年9月、宝石社）
  - 黒いリボン（1962年6月、東都書房）
- 殺人配線図（1960年6月、桃源社）
- 二つの陰画（1964年9月、講談社）
- 枯葉色の街で（1966年2月、ポケット文春）
- 冷えきった街（1971年3月、講談社）
- 灯らない窓（1974年8月、講談社）
- 青じろい季節（1974年10月- 1976年2月、『小説推理』/1975年5月、毎日新聞社）
- 陽の翳る街（1982年5月、講談社ノベルス）

### 短編
- 仁木兄妹シリーズ
  - 黄色い花（1957年7月、『宝石』/1958年7月、講談社刊『粘土の犬』収録）
  - 灰色の手袋（1958年3月、『宝石』/『粘土の犬』収録）
  - 赤い痕（1958年7月、『宝石』/1961年3月、東都書房刊『赤い痕』収録）
  - 虹の立つ村（1976年10月、『小説現代』）
  - ほか、全17編
- 粘土の犬（1957年11月、『宝石』/『粘土の犬』収録）
- かあちゃんは犯人じゃない（1958年2月、『宝石』/『粘土の犬』収録）
- 虹色の犬（1971年9月、『小説サンデー毎日』/1971年10月、毎日新聞社刊『赤い真珠』収録）
- 石段の家（1973年3月、『小説新潮』/1973年3月、講談社刊『赤と白の賭け』収録）
- 沈丁花の家（1977年3月、『カッパマガジン』/1978年3月、立風書房刊『緋の記憶 - 三影潤推理ノート』収録）
- 緋の記憶（1977年7月、『小説宝石』/『緋の記憶 - 三影潤推理ノート』収録）
- 赤い猫（1980年3月、『小説現代』/1981年6月、立風書房刊『赤い猫』収録）
- まぼろしの夏 （1983年10月、『小説現代』講談社刊 収録）

### 児童文学
- 水曜日のクルト（大井三重子名義、1961年、東都書房）
- 消えたおじさん（1961年5月、東都書房）